# Oldenlandia vaginata
Oldenlandia vaginata là một loài thực vật có hoa trong họ Thiến thảo. Loài này được (Blume ex DC.) K.Schum. mô tả khoa học đầu tiên năm 1891.